# 沖縄文教学校
沖縄文教学校（おきなわぶんきょうがっこう）は、1946年1月に具志川村（現在のうるま市）田場に開設された沖縄戦後初の教員養成機関であり、米軍の指示により本土に先駆けて男女共学であった。当初は「師範部」「外語部」「農林部」の3部で構成されたが、「外語部」は沖縄外国語学校に、「農林部」は現在の沖縄県立中部農林高等学校に分離独立した。
修業期間は1期生は2か月、2期生は4か月、3期生は6か月と次第に長期化していった。修了者には教員免許が付与され、1年間の教員勤務が義務付けられた。
1950年（昭和25年）の琉球大学開学に伴い吸収された。

## 著名な出身者
- 大田昌秀 - 参議院議員、元沖縄県知事。
- 石嶺伝郎 - 画家、新生美術協会員。

## 文献
- 琉球新報社編『ことばに見る沖縄戦後史』pp101-107「文教学校」、ニライ社、1992年3月
- 『沖縄文教学校の開設』公評44巻8号pp64-71、2007年9月
- 琉球大学「創立前史」『十周年記念誌』琉球大学、1961年、22-23頁。